# Tekken (arme)
Le tekken (鉄拳) est une arme japonaise similaire, en quelque sorte, à un poing américain, mais ne s'adaptant qu'à un seul doigt, et non à toute la main, comme ce dernier.
Il se compose d'une simple bague métallique ornée de 4 à 6 pointes, d'environ 3 à 5 mm de long chacune. Souvent enduit de poison, il se porte sur le majeur ou l'annulaire, les pointes orientées vers l'intérieur de la main. On peut l'utiliser pour racler la peau, frapper aux tempes, sous le menton, sur le visage en général, aux parties génitales, ou pour neutraliser la main d'un adversaire, si jamais le besoin s'en fait ressentir (si on est victime d'une strangulation, par exemple).